# Native Education College
Das Native Education College (NEC) ist ein College im westkanadischen Vancouver, in der East Fifth Avenue 285. Seine Geschäftsführung liegt bei der Urban Native Indian Education Society (UNIES), einer gemeinnützigen Organisation.
Die Schwerpunkte des Colleges liegen auf der Erwachsenenbildung, frühkindlicher Bildung, Familienberatung und -hilfe, zugleich auf Landschaftsschutz, Tourismus, Recht, Betriebswirtschaft sowie Film- und andere Künste. Ausgangspunkt ist dabei die Vielfalt der Kulturen der Ureinwohner Kanadas, doch sind auch Studenten zugelassen, die keine Ureinwohner sind.
Das Ausbildungszentrum besteht zwar schon seit 1967, doch werden höhere Bildungsgänge (post-secondary courses) erst seit 1979 angeboten, nachdem die heutige Geschäftsführung die Organisation 1979 übernahm.
1985 zog das NEC in ein Gebäude um, das viele Elemente des traditionellen Langhauses aufweist. Vor dem Gebäude steht ein Totempfahl von Norman Tait, einem Künstler der Nisga’a, eines Stammes im Nordwesten der Provinz British Columbia.
Der Betrieb sollte zum 31. Juli 2007 eingestellt werden, wie der Chairman Häuptling David Walkem erklärte, da die Regierung ihre Förderrichtlinien geändert hatte, doch entschied acht Tage vor der Schließung das Ministry of Advanced Education, dass der Unterricht in privaten Colleges der Ureinwohner fortgesetzt und neu finanziert werden soll. Das College erhielt eine Zusage über 140.000 Dollar pro Jahr.